# Mák Ferenc
Mák Ferenc (Óbecse, 1956. március 16. –) vajdasági származású, magyar művelődéstörténész, irodalomtörténész bibliográfus, kritikus, szerkesztő, fordító.

## Élete
Az akkor a titói Jugoszláviához tartozó, magyar többségű Óbecsén, magyar szülők fiaként 1956-ban született. Általános és  középiskoláit szülővárosában, az egyetemet Újvidéken vegezte. Csak 1990 után tudta meg édesanyjától, hogy anyai nagyapja az 1944–45-ös partizánpogrom egyik magyar áldozata lett.
Pályája 1979-ben Óbecsén, általános iskolai tanárként indult. Már abban az évben elnyerte a vajdasági Sinkó Ervin-díjat. 1980–1983 között – megszakításokkal – az újvidéki Magyar Szó újságírója és az Új Symposion szerkesztőségi tagja. 1983–1985 között folyóiratoknak fordított – főként a Létünknek és az Üzenetnek –, és az Újvidéki Televízió magyar adásának. 1985–1988 között a szabadkai Városi Könyvtárban dolgozott, ahol egy próbaév után a Szentgyörgyi István által vezetett, Szabadka város bibliográfiája munkálataiban vett részt. Eközben rendszeresen írt a szabadkai Üzenet című folyóiratban és a 7 Nap című hetilapban. 1990–1992 között a Kecskeméten megjelenő Forrás szerkesztőségében dolgozott. 1993–2006 között Budapesten, a Határon Túli Magyarok Hivatalában az egykori Jugoszlávia utódállamainak – Szerbia, Horvátország és Szlovénia – területi főosztályán dolgozott. 2007-től a zentai székhelyű Vajdasági Magyar Művelődési Intézet külső munkatársa volt, 2011–2015 között részt vett a Délvidéki Magyar Mártírium 1944–1945 archívum létrehozásában, az Intézetben 2019-től a szlavóniai magyarság történetét kutatja. 2016-ban az Eötvös Loránd Tudományegyetemen megszerezte az irodalomtudományok doktora tudományos fokozatot.
Mivel szülőföldjét elhagyta, gyakran érik kritikák földijei részéről.

## Művei

### A Délvidéki Soroló című hagyományfeltáró sorozat szerkesztőjeként
- Kanizsai Ferenc: Ifjabb Sóti Pál; Zenta – Vajdasági Magyar Művelődési Intézet, 2011
- Draskóczy Ede: Bizonyítás egyszerű utakon; Zenta – Vajdasági Magyar Művelődési Intézet, 2011
- Németh Ferenc: Ady vonzáskörében – Todor Manojlović Nagyvárad, Temesvár és Arad között 1907–1910; Zenta – Vajdasági Magyar Művelődési Intézet, 2012
- Pogány Margit: Ami az életrajzokból kimaradt; Zenta – Vajdasági Magyar Művelődési Intézet, 2013
- Bencz Mihály: Fehér sirály a Gyöngysziget felett; Zenta – Vajdasági Magyar Művelődési Intézet, 2013
- Egy patrícius a titkok kapujában – Tanulmányok és dokumentumok Herczeg Ferenc születése 150. évfordulójának tiszteletére; Zenta – Vajdasági Magyar Művelődési Intézet, 2014
- Féja Géza: Atyámfiai – Írások a bácskai magyarok sorsáról; Zenta – Vajdasági Magyar Művelődési Intézet, 2018
- Veremidő – Magyarok a királyi Jugoszláviában (1918–1941) – Cikkek, tudósítások, helyzetjelentések a kisebbségi életről. A kötet anyagát válogatta, a jegyzeteket készítette és a bevezető tanulmányt írta Mák Ferenc; Zenta – Vajdasági Magyar Művelődési Intézet, 2018

### További szerkesztések
- A koronakerület gondnoka – 100 éve született Gyetvai Péter kanonok, egyháztörténész; Péterréve, 2012
- Szabó József: A törökkanizsai kastélyparkok árnyékában; Zenta – Vajdasági Magyar Művelődési Intézet, 2017
- Silling István: A kisbíró – Kupuszina élete a hirdetések tükrében (1953–1955); Zenta – Vajdasági Magyar Művelődési Intézet, 2017
- Roginer Oszkár: A jugoszláviai magyar irodalom terei – A (poszt)jugoszláv magyar irodalom és a téralapú közösségi identitás-konstrukciók viszonya a sajtóban (1945–2010); Zenta – Vajdasági Magyar Művelődési Intézet, 2018
- Németh István: Jusztika – Válogatott elbeszélések; Újvidék – Forum Könyvkiadó Intézet, 2018
- Bicskei Zoltán: A szív sorsa – A jazz és mi; Zenta – Vajdasági Magyar Művelődési Intézet, 2018

## Díjai
- Sinkó Ervin-díj (1979)